# Derby Catania-Siracusa
Siracusa-Catania è la partita di tutte le partite.»
(Duccio Di Stefano, La Civetta di Minerva, 6 ottobre 2017)
Il derby Catania-Siracusa, per antonomasia il derby dello Ionio o il derby dei vulcani (per via della natura vulcanica delle due città e dei rispettivi territori, etneo uno, ibleo l'altro), rappresenta una sfida tra due tradizioni calcistiche, quella di Catania e quella di Siracusa, che si sono incontrate diverse volte nel corso della loro storia e sin dal 1930. Il confronto è risultato importante quando non decisivo in alcuni momenti della storia di entrambe le compagini.
Riconoscendo le due odierne società quali eredi della rispettiva tradizione sportiva cittadina, in totale gli incontri disputati per competizioni ufficiali (Serie B, Serie C, Coppa Italia, Coppa Italia di Serie C, campionati di massima serie precedenti al girone unico, play off e spareggi vari) sono 57. Le città di Catania e Siracusa distanti geograficamente circa 52 km, si sono affrontate calcisticamente in quasi tutti i decenni della loro storia esclusi gli anni sessanta e anni duemila.
Fra le due tifoserie esiste una forte rivalità, più sentita da parte aretusea che etnea, al punto da scatenare frequenti scontri ogni qualvolta le due squadre si incontrano.

## Storia

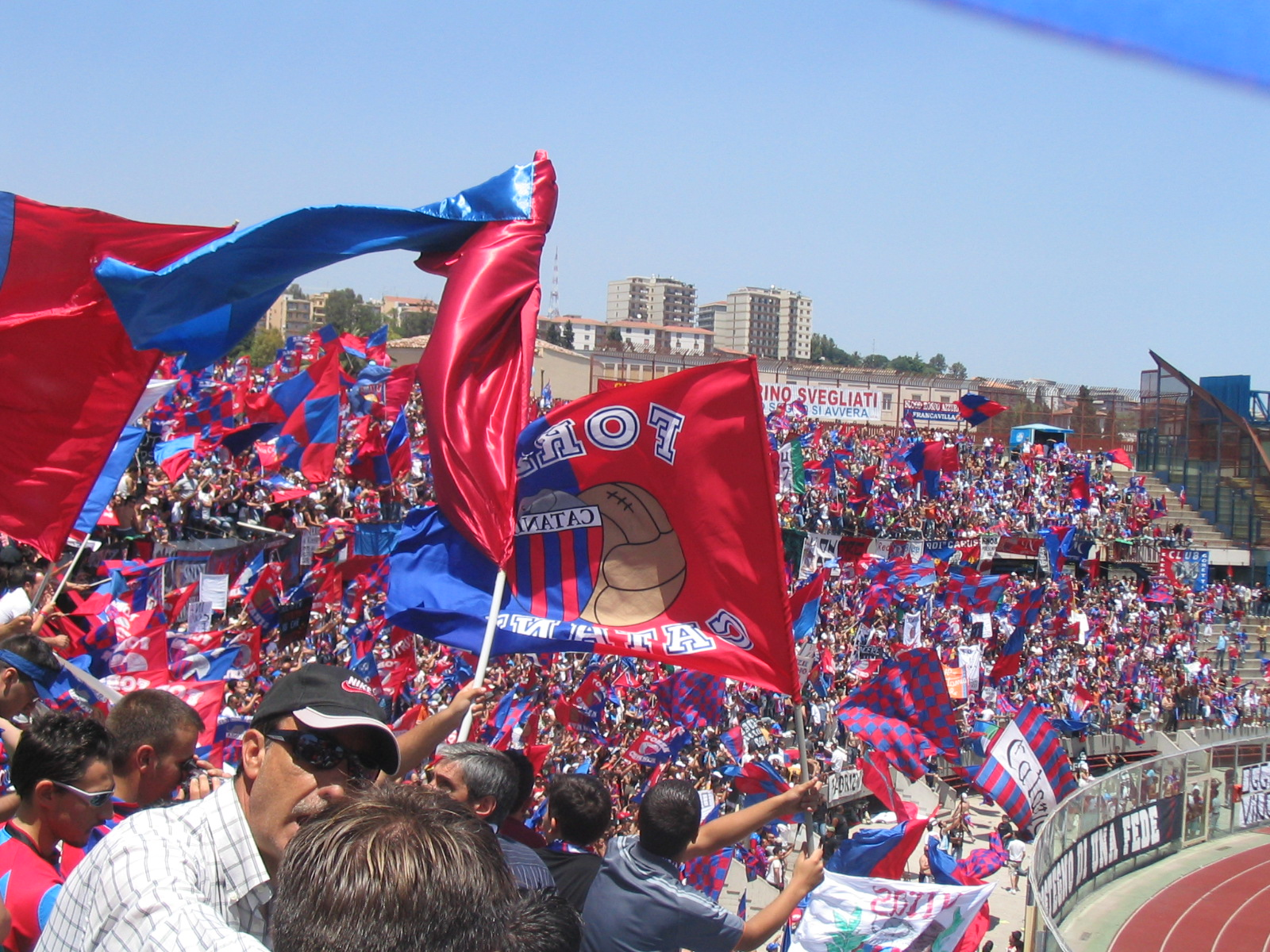
La Curva Nord di Catania.

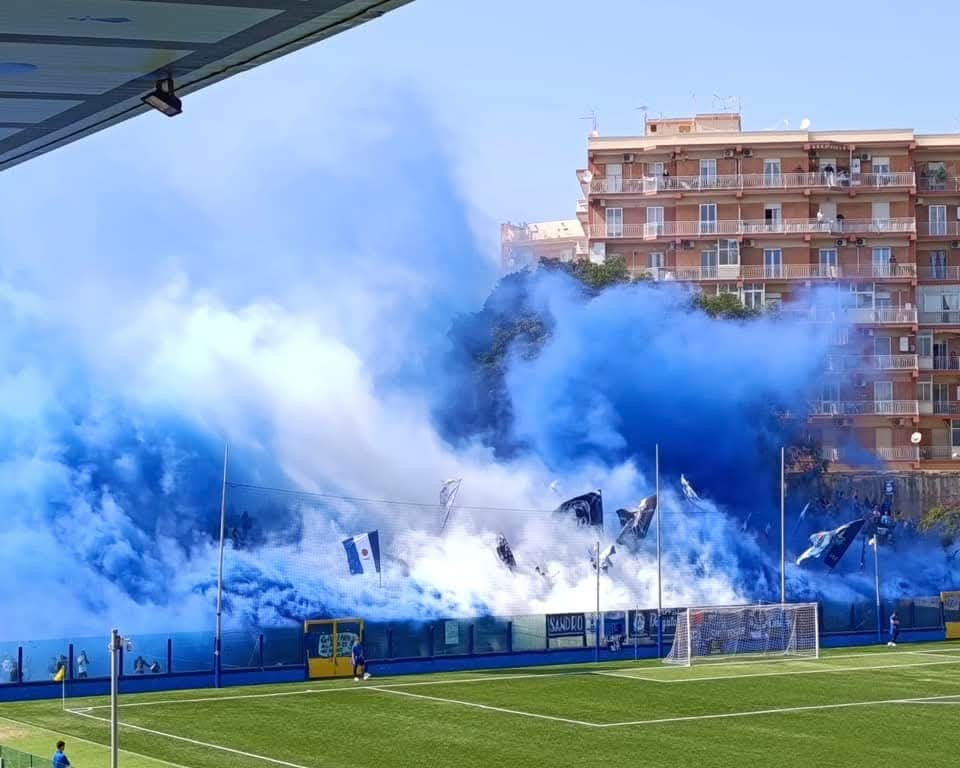
La Curva Anna di Siracusa.

La rivalità che oppone le due città di Catania e Siracusa va ben oltre il calcio. Questi dissapori infatti hanno un’origine antichissima, probabilmente fin dal 476 a.C. quando avvenne la dominazione siracusana. Nello specifico, Gerone I, Tiranno di Siracusa, ordinò una prima spedizione punitiva contro la cittadina di Katane, una volta rasa al suolo ne deportò gli abitanti a Leontinoi, l'attuale Lentini, ripopolando la città con circa 10 000 nuovi abitanti, formata in parte da coloni siracusani e greci, dandola ad amministrare a suo figlio Dinomene. Infine alla città viene cambiato anche il nome, assumendo la denominazione di Aitna (Etna). Catania verrà liberata solo intorno al 460 a.C. da Ducezio, scacciando i siracusani e ridonando alla città liberata la propria identità. Perfino nei dialetti delle due città esistono termini per indicare gli acerrimi rivali, se infatti i catanesi, chiamano i siracusani babbi (innocui), ad indicare nella popolazione fin troppa ingenuità, a loro volta i catanesi vengono spesso etichettati dai siracusani come luddi (sporchi), termine dispregiativo a indicare strafottenza, maleducazione e spavalderia.
Durante lo svolgimento dei derby, non sono di certo mancati cori di sfottò tra le opposte tifoserie. Tra i cori più belli che si ricordano, vi è quello intonato dai siracusani negli anni 90 ispirato alla canzone Limbo Rock:
un catanese alla partita/che credeva di sognare/nel vedere Cipriani/un rigore trasformare,/ma non sanno che da noi/gioca un giocatore che/tira bombe da lontano/gioca meglio di Pelè/oggi segna Didonè/oggi segna Didonè.

### Gli anni trenta

#### 1930-1931
Siracusa: Belelli, Bagnoli, Grandi, Pinasco, Salussoglia, Della Casa, Rametta, Macchi, Gallitto, Moruzzi, Cavedoni.
Allenatore: Winkler
Catania: Cavenago, Giacobbe, Brunetta, Manna, Bavazzano, Mirabella, Pulzone, Verova, Bertola, Gemme, Corona.
Allenatore: Mally
Arbitro: Sansoni di Venezia.
Il primo derby ufficiale della storia tra Siracusa e Catania avviene il 26 ottobre 1930. Disputato a Siracusa, lo vincono gli azzurri per 2 a 1 con doppietta di Macchi (autore tra l'altro del primo gol storico segnato agli etnei). In questo periodo storico, il calcio italiano non ancora ai livelli massimi di competitività, si affida alla maggiore esperienza dei tecnici stranieri. Così nella fattispecie, nella stagione 1930-1931 anno del primo derby, sia gli aretusei che gli etnei vengono allenati da Róbert Winkler (Siracusa) e Antal Mally (Catania) ambedue ungheresi. Durante il derby, vi fu anche il primo caso di ex, in quanto il calciatore Piero Gemme con un trascorso in maglia azzurra dal 1926 al 1930, passa ad indossare quella etnea proprio nel 1930-1931. Fatto curioso, l'anno successivo, anche l'allenatore Antal Mally diventa un ex, in quanto da Catania passa sponda Siracusa rimanendovi per due stagioni consecutive.

#### 1931-1932
L'anno successivo, gli azzurri allenati dall'ex Catania Mally, conducono un campionato importante, classificandosi terzi alle spalle di Salernitana e Messina che si qualificheranno alla fase finale per la promozione, mentre gli etnei, guidati prima da Nicola Papa e successivamente, visto l'avvicendamento tecnico dall'ungherese Walter Joackim, si posizioneranno al sesto posto. Nel derby, pareggio a Catania per 1-1 (etnei in vantaggio al 10' con Pogliano, pareggio degli aretusei al 60' con Devoto), vittoria dentro casa per gli azzurri per 2-0 (Pietro Salussoglia al 48' e Vincenzo Lumia al 69').

#### 1932-1933
Nella stagione 1932-1933, le due compagini allestiscono due buone squadre, in grado di ben figurare in campionato. Il campo decreterà in favore degli azzurri una migliore posizione, con quest'ultimi classificati al primo posto (solo lo spareggio con la Catanzarese non gli permise di accedere alla fase finale) mentre i rossazzurri allenati dall'ungherese Lajos Czeizler, conclusero con un buon quarto posto finale. I derby molto equilibrati, si concluderanno entrambi con un nulla di fatto, con pareggio in casa degli aretusei per 1-1 (vantaggio provvisorio degli etnei con Alberto Pignattelli al 7', pareggio degli azzurri al 78' con il bomber di Pietrasanta Benedetto Benedetti, ritorno a Catania chiuso con il più classico dei risultati, 0-0).

#### 1933-1934
La stagione 1933-1934 vede sia i rossoazzurri allenati da Géza Kertész, che gli azzurri allenati dal triestino Mario Olenich protagonisti di un campionato di vertice, con le due formazioni intente a raggiungere le fasi finali per la promozione. Fase finale che puntualmente arriverà, considerato il fatto che etnei e aretusei chiuderanno il campionato rispettivamente al 1º e 2º posto. In campionato, il Siracusa s'impone alla grande tra le mura amiche, infliggendo al Catania una pesante sconfitta per 4-2. Siracusa in vantaggio al 16' con Corrado Cavazza, momentaneo pareggio del Catania con Nicolò Nicolosi al 36'. A riportare gli azzurri avanti ci pensano il solito Cavazza (doppietta per lui) al 41' e Secondo Finotto ad inizio ripresa. Tra l'ottantesimo e l'ottantaduesimo gol di Bianzino per gli etnei, a chiudere i conti definitivamente ci penserà Cristina per gli azzurri. Al ritorno, i rossoazzurri del presidente Vespasiano Trigona, ne escono vincenti, grazie al gol Alberto Pignattelli, che al 51' sigla il gol vittoria, Catania 1 Siracusa 0. Per la cronaca, la fase finale vedrà premiare la maggior forza del Catania a dispetto del Siracusa. Gli aretusei, inseriti nel girone C, s'inchineranno allo strapotere della Lucchese, che le vince praticamente tutte ottenendo il pass per la B. Il Catania, inserito nel girone D, dopo un combattuto testa a testa con il Savoia, riesce a chiudere la regular season con un punto di vantaggio sui rivali campani, ottenendo la promozione in Serie B.

#### 1938-1939
La stagione 1938-1939, vede il ritorno in terza serie degli azzurri, che una volta rifondato nel 1937 dopo due anni di inattività, si affidano al tecnico friulano Umberto Zanolla per dire la sua in campionato. Catania, ripiombato in serie C, ha come unico obiettivo il ritorno in serie B. Il derby, vede prevalere in entrambe le gare il Catania, uscito vittorioso all'andata a Siracusa per 2-1 con gol di Sternieri al 27' e Enzo Bellini al 63'(momentaneo pareggio azzurro al 44' con Calò), ritorno deciso dall'etneo Renato Antolini che con una doppietta piega la resistenza ospite. Al termine del campionato, il Catania allenato dal romano Giovanni Degni otterrà la promozione in serie B, mentre gli aretusei chiuderanno con un sorprendente secondo posto.

### Gli anni quaranta

#### 1940-1941
Divenuto oramai un appuntamento classico, Catania e Siracusa danno vita in questo ventennio ad uno dei derby più affascinanti del periodo sia in ambito siciliano che nazionale. Il primo incontro della stagione, vede contrapporre i due club in Coppa Italia, con gli etnei vittoriosi sul campo per 3-0. Risultato però non omologato in quanto, la posizione di alcuni tesserati del Catania risultò irregolare, vanificando il punteggio ottenuto sul campo, in cui a tavolino, fu inflitto al Catania la sconfitta per 2-0. In campionato, azzurri che impongono il pari in casa etnea per 1-1. Al vantaggio ospite siglato al 25' da Ottavio Morgia, il Catania recupera grazie ad un calcio di rigore assegnato dall'arbitro messinese Rizzo al 69' e siglato da Luigi Stivanello. Match di ritorno nettamente a favore degli aretusei, che impongono una sonora sconfitta ai catanesi, imponendosi col punteggio di 4-0 (una delle sconfitte più pesanti subite dal Catania a Siracusa) con tripletta di uno scatenato Silvio Mazzoli (uno realizzato su calcio di rigore per il bomber friulano del Siracusa) e Peresson.

#### 1941-1942
Come l'anno precedente, quest'annata calcistica vede sorridere più al Siracusa che al Catania. Gli azzurri si confermano nelle primissime posizioni di classifica, ottenendo un secondo posto, che però non gli permette di accedere alle fasi finali per la promozione (fase finale che verrà ottenuta dal Palermo Juventina), mentre gli etnei rimangono impantanati al centro classifica. All'andata a Catania, finisce 2-2, con doppio vantaggio dei rossoazzurri, con doppietta dell'austriaco Engelbert Koenig, un'autorete e il definitivo pareggio di Silvio Mazzoli al 51' su calcio di rigore, permettono al Siracusa di uscire indenne dallo Stadio Cibali. Al ritorno, gli azzurri s'impongono per 3-1, con doppietta del bomber Mazzoli al 36' su calcio di rigore e al 52', Marcoccio per gli etnei all'85', rete finale siglata da Peresson al 70', che difatti chiude il match in favore degli azzurri.

#### 1942-1943
Il campionato di Serie C 1942-1943, presenta ai nastri di partenza, due compagini (quella rossoazzurra e quella azzurra) di altissimo livello, il quale instaurano un testa a testa per accedere alla fase finale per la Serie B, che alla lunga premieranno il club etneo. Il derby di andata è stato vinto dal Siracusa per 1-0 con rete di Peresson a cinque minuti dal termine (unica sconfitta in campionato per i catanesi, registrata in terra aretusea), quello di ritorno è andato invece a favore del Catania che si è imposto per 2-1. Accade tutto nella ripresa, dopo un botta e risposta avvenuto nel giro di un minuto in cui i rossoazzurri passano al 50' con Nereo Marini, pareggio imminente degli ospiti al 51'con Cattaneo,  sei minuti più tardi, un'autorete di Silvio Mazzoli condanna gli aretusei a una sconfitta immeritata.

#### 1944-1945
Nell'immediato dopoguerra, quando i rispettivi campionati non erano ancora stati riorganizzati, in Sicilia si disputò il campionato siciliano. Non c'è più l'Associazione Fascista Calcio Catania, sciolta d'ordinanza nell'ambito della "defascistazione" nell'isola come nel continente (l'AS Siracusa fu l'unica in Sicilia a salvarsi dallo scioglimento coatto mantenendo ancora la propria matricola 49470 e la propria storia), ma ci sono l'Etna Catania, la Catanese e la Virtus Catania. Il Siracusa inizia l'insolito campionato in una data altrettanto insolita, il 3 dicembre 1944 proprio al Cibali contro l'Etna, vincendo 2-0. A fine mese e a fine anno (si giocò il 31 dicembre), gli azzurri affrontano in casa la Virtus, battendola anch'essa per 2-0. Il derby seguente contro una catanese si disputò alcuni mesi dopo, precisamente il 22 aprile 1945, sempre al Comunale di Siracusa contro la Catanese e anche in questo caso con vittoria aretusea per 1-0, con gol all'86° di Luciano Cavaleri. Quindici giorni dopo si giocò la partita di ritorno al Cibali, e qui furono i locali della Catanese a vincere per 2-0. 

#### 1945-1946
In questa stagione il Siracusa torna a disputare un campionato federale, e da dove aveva interrotto la propria attività calcistica due anni addietro, ossia in Serie C. Anche questo campionato iniziò con forte ritardo, e anche qui ritrova due delle tre avversarie catanesi affrontate nel precedente campionato, la Catanese Elefante (creata ex-novo dall'unione tra Catanese, Elefante ed Etna Catania) e la Virtus Catania. Alla seconda giornata, giocata l'11 novembre 1945, è subito derby: al Comunale, il Siracusa batte la Virtus con lo stesso risultato di quasi un anno addietro (2-0, con reti di Spiranello al 16° e di Fazzina al 62°). Dopo quasi un mese, gli azzurri vanno al Cibali per affrontare la Catanese Elefante, aggiudicandosi quest'altro derby per 1-0 (gol di Nobile al 78°). Nel girone di ritorno, precisamente il 10 febbraio 1946 e di nuovo al Cibali contro la Virtus, il Siracusa stavolta perde per 3-0, ma si riscatta prontamente nel derby successivo del 10 marzo contro la Catanese Elefante con un perentorio 4-1 (gol di Carussio dopo quattro minuti e doppietta di La Scola all'11° e quasi all'89°, mentre la terza rete fu frutto di un autogol di La Rosa, e per gli etnei segnò il gol del 2-1 Bonanno II al 12°). 

#### 1949-1950
Siracusa: Peroncelli, Fallanca, Bovoli, Marchetto, Cascio, Rubino, Badii, Polo, Micheloni, Mele, Suppi.
Allenatore: Perazzolo
Catania: Rega, Piram, Zucchelli, Gavazzi, Messora, Fusco, Romani, Porcelli, Suozzi, Garavoglia, Peruzzo.
Allenatore: Klein
Arbitro: Pera di Firenze.
Nella stagione 1949-1950, al suo quarto campionato di seconda serie, il Siracusa allenato da Mario Perazzolo affronta per la prima volta in assoluto il Catania in Serie B, per essere precisi il nuovo Club Calcio Catania nato il 24 settembre 1946 dall'ulteriore fusione tra Catanese Elefante e Virtus Catania. Il derby di andata, disputato a Siracusa il 13 novembre 1949, vede sorridere gli azzurri, che si impongono col punteggio finale di 3-1 con doppietta di Giuseppe Polo e Bruno Micheloni, mentre il gol della bandiera per gli etnei viene siglato da Nicola Fusco. Nella gara di ritorno, le due squadre pareggiano 1-1 in quel di Catania, con vantaggio rossazzurro al 30' con Nicola Fusco e pareggio aretuseo di Giuseppe Marchetto al 52'. Al termine della stagione, aretusei ed etnei concluderanno al centro classifica, ottenendo entrambe una salvezza tranquilla.

### Gli anni cinquanta

#### 1950-1951
Nella stagione 1950-1951, oltre al Catania e al Siracusa, ad unirsi in cadetteria è un'altra siciliana, il Messina. La stagione per il Catania e il Siracusa si mostra entusiasmante,  gli etnei raggiungono un ottimo sesto posto, gli azzurri fanno addirittura meglio, classificandosi al quinto posto. Il derby vede prevalere le squadre di casa, con vittoria all'andata dei rossoazzurri per 3-1, con doppietta di Dandolo Brondi e Aldo Gavazzi, che replicano al momentaneo vantaggio azzurro siglato da Giuseppe Polo. Nel match di ritorno, aretusei vittoriosi per 2-0, al 29' vantaggio con Elios Vaccari, raddoppio al 63' con il bomber Bruno Micheloni.

#### 1951-1952
La stagione 1951-1952 vede gli etnei veleggiare nell'alta classifica, mentre gli azzurri ottengono una risicata salvezza. All'andata etnei vittoriosi con Guido Klein che sblocca la gara al 62'. Gara di ritorno che pende a favore degli aretusei. Questa gara, disputata a Siracusa il 6 aprile 1952, verrà ricordata a lungo sponda azzurra, per il semplice fatto che il Siracusa dovrà attendere più di sessant'anni per poter vincere un altro derby con il Catania tra le mura amiche. Per la cronaca la gara finì 3-1, al vantaggio etneo al 7' grazie alla rete siglata da Francesco Randon, i padroni di casa rispondono pareggiando al 21' con Luciano Cavaleri, per poi passare in vantaggio con Giuseppe Secchi al 29' e chiudere la sequenzia dei gol al 34' con Luigi Ganassi.

#### 1952-1953
L'ultimo derby disputato in serie B avviene nella stagione 1952-1953. Catania in entrambe le gare s'impone vincendo sia tra le mura amiche per 1-0 con rete di Sergio Quoiani, che in casa aretusea per 2-1. Al vantaggio dei padroni di casa con Vincenzo Occhetta al 28', gli etnei ribaltano l'esito del match con Aldo Perni al 48' e Bruno Micheloni (gol dell'ex per lui) a dieci minuti dal termine.

### Gli anni settanta

#### 1974-1975
Finita l'esperienza di Serie B, il Siracusa torna a calcare nuovamente i campionati di terza serie, non riuscendo ad incrociare per un ventennio circa i cugini catanesi, che dal canto suo, approdati in massima serie, la manterranno con una certa costanza fino alla fine degli anni sessanta. Retrocessi in Serie B (avvenuta nella stagione 1970-1971), i rossoazzurri finiscono addirittura in terza serie nella stagione 1974-1975, dando vita ad un nuovo derby con gli azzurri (n. 26), valevole per la Coppa Italia Semiprofessionisti. La gara di andata, diretta dal sig. Vinci di Messina, terminerà sullo 0-0, rinviando il discorso qualificazione alla gara di ritorno. Al Cibali, gli etnei a dispetto degli aretusei, vincono 1-0 con rete di Giovanni Simonini allo scadere di gara, quando all'88' regala il passaggio al turno successivo al club presieduto da Angelo Massimino. Quest'ultimo si rese protagonista di un fatto alquanto anomalo, in quanto al momento del gol degli etnei venne espulso dal direttore di gara, per aver sostato dietro la porta importunando il portiere del Siracusa Giorgio Bissoli. Nel match di campionato, le due squadre non si fanno male, impattando 0-0 sia nella gara di andata che in quella di ritorno. Al termine del campionato, il Catania viene promosso in Serie B piazzandosi al primo posto, mentre gli aretusei termineranno il torneo al 5º posto.

#### 1977-1978
A distanza di tre anni, tornano ad incontrarsi i due club nella doppia sfida coppa Italia-campionato. Nella gara di coppa, il derby viene disputato in maniera insolita sul campo neutro di Floridia per via dell'indisponibilità del Comunale di Siracusa. Nonostante la capienza ridotta, il 21 agosto del 1977 lo stadio Santuzzo si presentò per l'evento tutto esaurito. Per la cronaca la gara si concluse col punteggio di parità (0-0), con le due squadre particolarmente fuori forma ed in rodaggio per via dell'inizio della stagione. Nella gara di ritorno, gli etnei si impongono per 2-0, con reti di Pierantonio Bortot al 9' e Adelchi Malaman che chiude il mach al 41', con il Catania qualificato al successivo turno di coppa Italia. In campionato, a Catania vittoria etnea per 1-0 grazie all'autogol di Amedeo Crippa, ritorno in casa azzurra pareggio per 1-1, con Marullo che all'84' pareggia i conti al gol iniziale dell'argentino Damiano Morra.

#### 1979-1980
La stagione 1979-1980 segna per il Catania il tanto agognato ritorno in Serie B. La stagione, fin dall'avvio vede gli etnei protagonisti di un campionato di vertice, instaurando una lotta serrata per la prima posizione insieme al Foggia. Dall'altra sponda, gli aretusei allenati da Carlo Facchin, freschi di ritorno in terza serie, allestiscono una formazione in grado di ben figurare, puntando a una salvezza tranquilla. A vincere il derby in entrambe le occasioni sarà il Catania (che alla fine otterrà la vittoria del campionato, piazzandosi al primo posto). All'andata in terra aretusea, è Marco Piga ad inizio di ripresa a trafiggere la retroguardia azzurra, permettendo ai rossoazzurri di vincere una gara tirata fin dalle prime battute. Al ritorno, i ventimila del Cibali spingono i ragazzi allenati da Lino De Petrillo a una vittoria quanto sofferta quanto preziosissima ai fini della vittoria del campionato, imponendosi per 2-1 con reti di Carlo Borghi al 12' e Piga al 39', la rete della bandiera per il Siracusa è stata siglata da Leonardo Bitetto a nove minuti dal termine.

### Gli anni ottanta

#### 1988-1989
Dopo una breve parentesi avvenuta a fine anni settanta, i due club tornano ad incontrarsi a fine anni ottanta, nella gara di Coppa Italia andata a Siracusa il 24 agosto 1988 terminata 2-2. Ospiti dapprima in vantaggio al 28' con Garzieri, pareggio dei padroni di casa con Pasquale Marino sul finire del primo tempo. Nella ripresa nuovamente vantaggio etneo con Del Rosso al 67', pari definitivo nuovamente ad opera di Marino, che sigla al 76' il definitivo pareggio. Al ritorno, vittoria dei rossoazzurri per 2-0 con gol di Nicola D'Ottavio su calcio di rigore e Maddaloni, ed etnei che passano il turno. L'anno successivo, le due squadre tornano a disputare il derby in campionato a distanza di nove anni.

#### 1989-1990

Striscione Indians rubato dai siracusani ed esposto in Curva Sud

A distanza di dieci anni, torna a disputarsi nuovamente il derby tra etnei e aretusei. Questi anni d'attesa, dovuti alla partecipazione al campionato cadetto del Catania (con apparizione nella stagione 1983-1984 in massima serie), i due club tornano ad affrontarsi nella stagione 1989-1990. Nel match di andata giocato a Siracusa, gli etnei dopo essere passati in doppio vantaggio al 12' con Loriano Cipriani e al 51' con Nicola D'Ottavio, si fanno raggiungere nel giro di 7', inizialmente da Primo Maragliulo al 55' e poi da Francesco Pannitteri al 62'. Al 69' gli etnei passano nuovamente in vantaggio, ancora con Cipriani che firma il definitivo 3-2, sbancando di fatto Siracusa. Al ritorno, gli azzurri escono nuovamente sconfitti, soccombendo 2-0 alle reti di Cipriani e Giuseppe Scienza.

### Gli anni novanta

#### 1990-1991
Catania: Paradisi, Sciuto, Salvadori, D'Aloisio (38' Gianguzzo), Schio, Del Vecchio, Patta, Manieri, Cecconi, Perinelli (41' Esposito), Pelosi.
Allenatore: Sormani
Siracusa: Nioi, Giorgi, Circati, Salice, Zanetti, Maragliulo, Novelli, Mazzucato, Didonè (71' Milazzo), Bizzarri, Paradiso (89' Raise).
Allenatore: Cadregari
Arbitro: Brignoccoli di Ancona.
Tra le sfide ufficiali, il derby ritorna ad avere una forte rilevanza nei primi anni novanta. Infatti, epica fu per il Siracusa la stagione 1990-1991 di Serie C1. A Siracusa, ancora oggi ricordano il derby del 17 marzo 1991, quando nello specifico il derby ebbe un risultato clamoroso. Valevole per la 23ª giornata, a Catania, gli azzurri dopo essere passati in svantaggio, capovolsero l'esito della partita infliggendo ai rossoazzurri una pesante sconfitta tra le mura amiche. La partita finì 1-4, con reti per gli etnei di Vincenzo Del Vecchio, mentre per gli aretusei andarono a segno Valerio Mazzucato (2 reti per lui), Girolamo Bizzarri e Salvatore Milazzo. Al termine della partita il pubblico catanese applaudì a lungo i calciatori aretusei per la vittoria conquistata, contestando a sua volta i propri beniamini per la prova indecorosa offerta.

#### 1991-1992

Striscione Etna ti Amo rubato dai siracusani ed esposto in Curva Sud

La stagione successiva, i rossoazzurri conducono una stagione anonima, classificandosi al termine del campionato al sesto posto, mentre i siracusani finiscono sedicesimi, retrocedendo in Serie C2. Per la cronaca, all'andata, nel match disputato a Catania il 6 ottobre 1991, le due squadre pareggiano per 2-2, con vantaggio etneo al 4' di Cipriani, pareggio e vantaggio azzurro al 20' con Pazzini e al 47' con David Balleri, chiuderà i conti Giovanni Colasante al 67'. Nella gara di ritorno del 23 febbraio 1992, la gara contraddistinta da alcuni tafferugli tra le opposte tifoserie, fu molto equilibrata in campo, fino a quando Giuseppe Romano al minuto 84' ruppe gli equilibri portando alla vittoria i rossoazzurri. A fine campionato, per via dell'illecito sportivo combinato dal Licata, il Siracusa usufruisce del ripescaggio conservando la terza serie.

Striscione sfottò nei confronti dei catanesi, stagione 1993-1994

#### 1992-1993
La stagione 1992-1993, per entrambi i sodalizi si appresta ben presto ad essere un calvario. Difatti da entrambe le parti, i club fanno fronte ai problemi finanziari che destabilizzano i rispettivi ambienti. A Catania, nonostante tutto si costruisce una buona squadra, confermando per buona parte l'ossatura dell'anno precedente, mentre a Siracusa si costruisce una squadra a risparmio, tentando una disperata salvezza ma dai più data per scontata. I risultati alla fine dicono che il Catania si salva e gli azzurri retrocedono. Nel derby, i due club sia all'andata che al ritorno preferiscono non farsi male pareggiando per 0-0. Dalla gara di ritorno giocata il 2 maggio 1993, le due società dovranno attendere circa un ventennio prima di un nuovo derby, considerando il fatto che tra il 1993 e il 1995 ambedue i club per i noti problemi economici, spariscono dal panorama professionistico.

### Gli anni duemiladieci

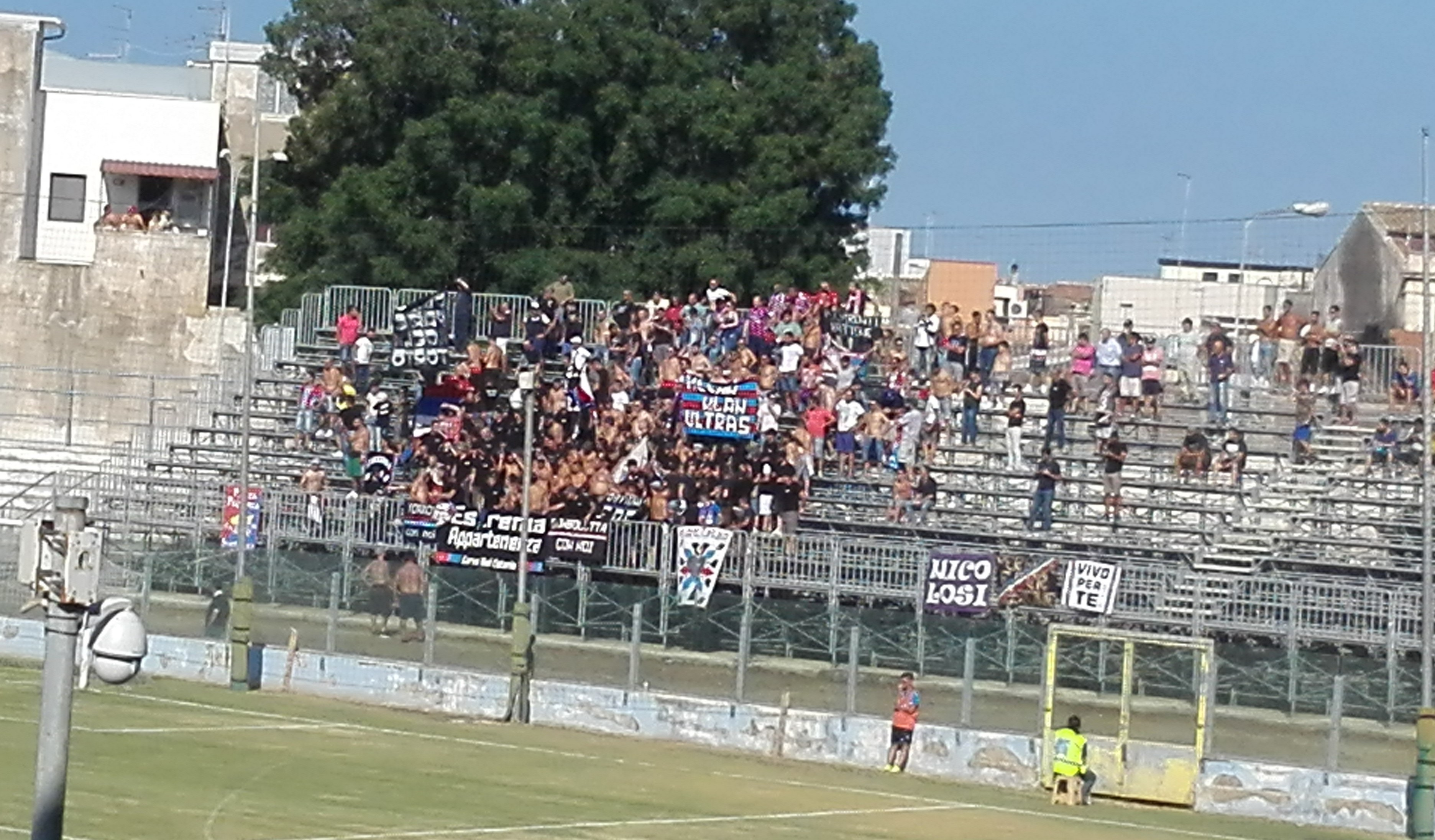
Tifosi catanesi presenti a Siracusa

#### 2016-2017
Dopo un'assenza della durata di ventitré anni, causata dal fallimento del Siracusa dai campionati professionistici e dalla contemporanea scalata alla massima serie del Catania, il derby torna a disputarsi nella stagione 2016-2017. Gli aretusei, provenienti da una doppia promozione che li porta nel giro di due anni dal campionato regionale di Eccellenza alla Lega Pro, tornano così a sfidare i cugini catanesi reduci da una doppia retrocessione nel giro di tre anni dalla Serie A alla terza serie. Dapprima le due squadre si incontrano a Siracusa nella gara valevole per la Coppa Italia. Il 13 agosto 2016 torna così a giocarsi una delle sfide più affascinanti in ambito siciliano, con le due squadre che pareggiano per 1 a 1. Dopo alcuni tafferugli tra le opposte tifoserie ad inizio gara, le due squadre cominciano a darsi battaglia sul campo, con gli etnei passati in vantaggio al 32' del primo tempo con Michele Paolucci, e pareggio degli azzurri al 67' grazie ad un rigore dubbio concesso dall'arbitro e trasformato da Emanuele Catania. La gara di campionato del girone di andata viene giocata nuovamente a Siracusa, in un clima di tensione. Infatti nel pre-gara, durante il giro di campo fatto dai calciatori rossoazzurri per sondare il terreno di gioco, alcuni esponenti del tifo organizzato di casa anch'essi presenti all'interno del rettangolo di gioco, vengono a contatto in un duro faccia a faccia sedato grazie all'intervento delle forze dell'ordine. Sul campo, in uno Stadio Nicola De Simone gremito, il Catania favorito per la vittoria esce sconfitto perdendo 1-0. A realizzare la marcatura ci pensa Filippo Maria Scardina regalando il 10 dicembre 2016 al Siracusa il derby che mancava da ben 64 anni.

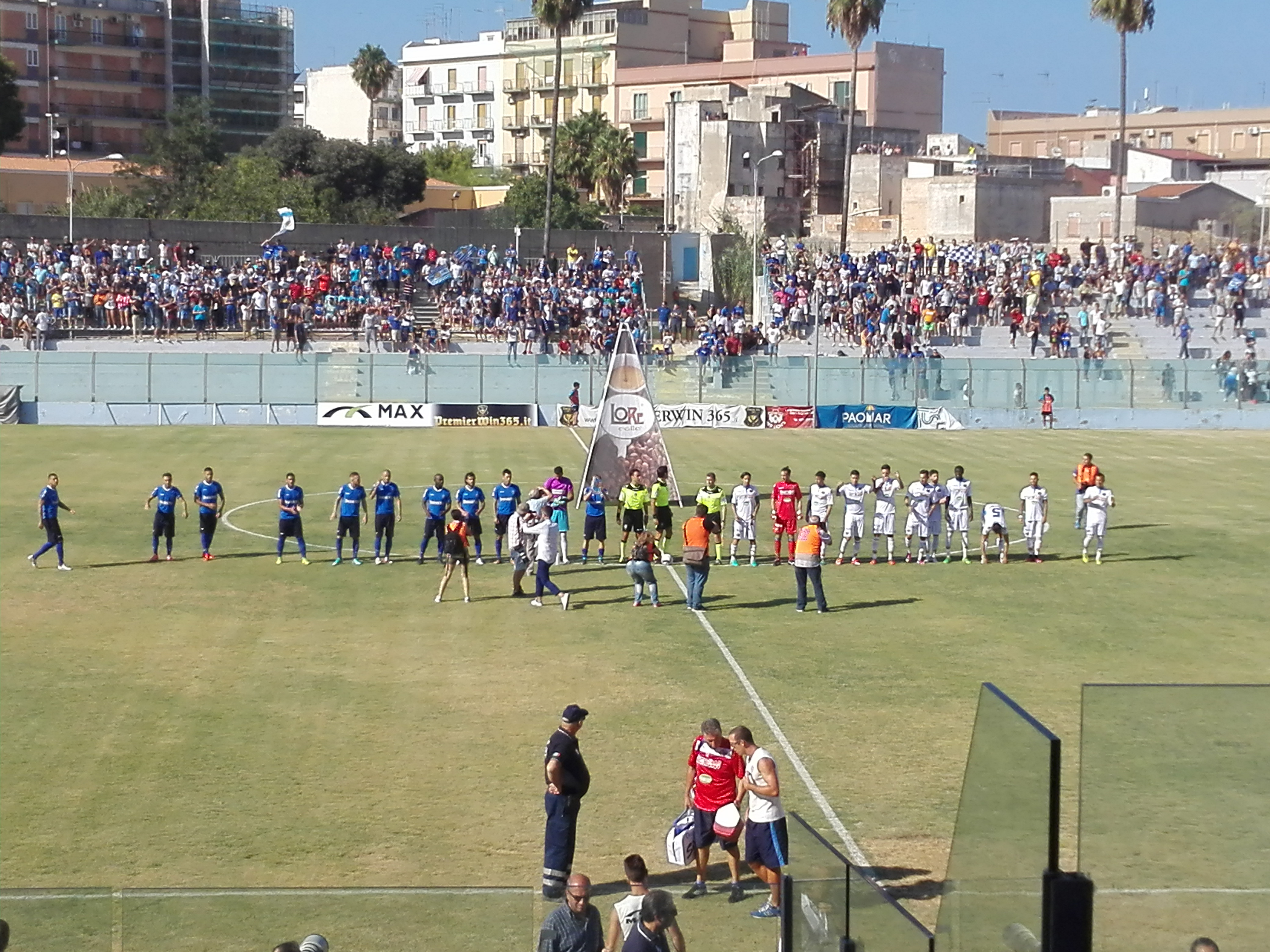
Siracusa-Catania 1-1 nella sfida di coppa Italia del 13 agosto 2016

Nella gara di ritorno disputata a Catania il 30 aprile 2017, gli etnei si affacciano al derby bisognosi di guadagnare punti per agganciare in extremis il treno play off, mentre gli azzurri dopo un girone di ritorno entusiasmante stazionano in quinta posizione, già matematicamente dentro la griglia spareggi promozione. La gara racconta di un Catania superlativo ed un Siracusa troppo rinunciatario, che determinerà il risultato finale di 3 a 1 per gli etnei.
Catania subito avanti al 13' con Andrea Mazzarani abile ad approfittare di uno svarione difensivo azzurro, raddoppio sul finire del primo tempo con Di Grazia. Gli etnei triplicano le marcature ad inizio ripresa con il carioca Dráusio al 51' chiudendo di fatto il match. Per il Siracusa dopo un forcing finale, accorcia le distanze Scardina al 79'.

##### Cutrufo VS Lo Monaco
Nelle giornate che hanno anticipato il derby, match già di suo infuocato, tra il 2016 e il 2018, anche a livello dirigenziale non sono mancate alcune polemiche, che hanno di fatto inasprito ulteriormente gli animi fra i due club. Numerose le scintille fra Cutrufo e Lo Monaco (uno presidente degli azzurri, l'altro amministratore delegato degli etnei), che si sono resi protagonisti di diversi botte e risposte dai toni molto accesi e polemici, condizionando il clima pre e post partita ogni qual volta le due squadre si incontravano.

#### 2017-2018

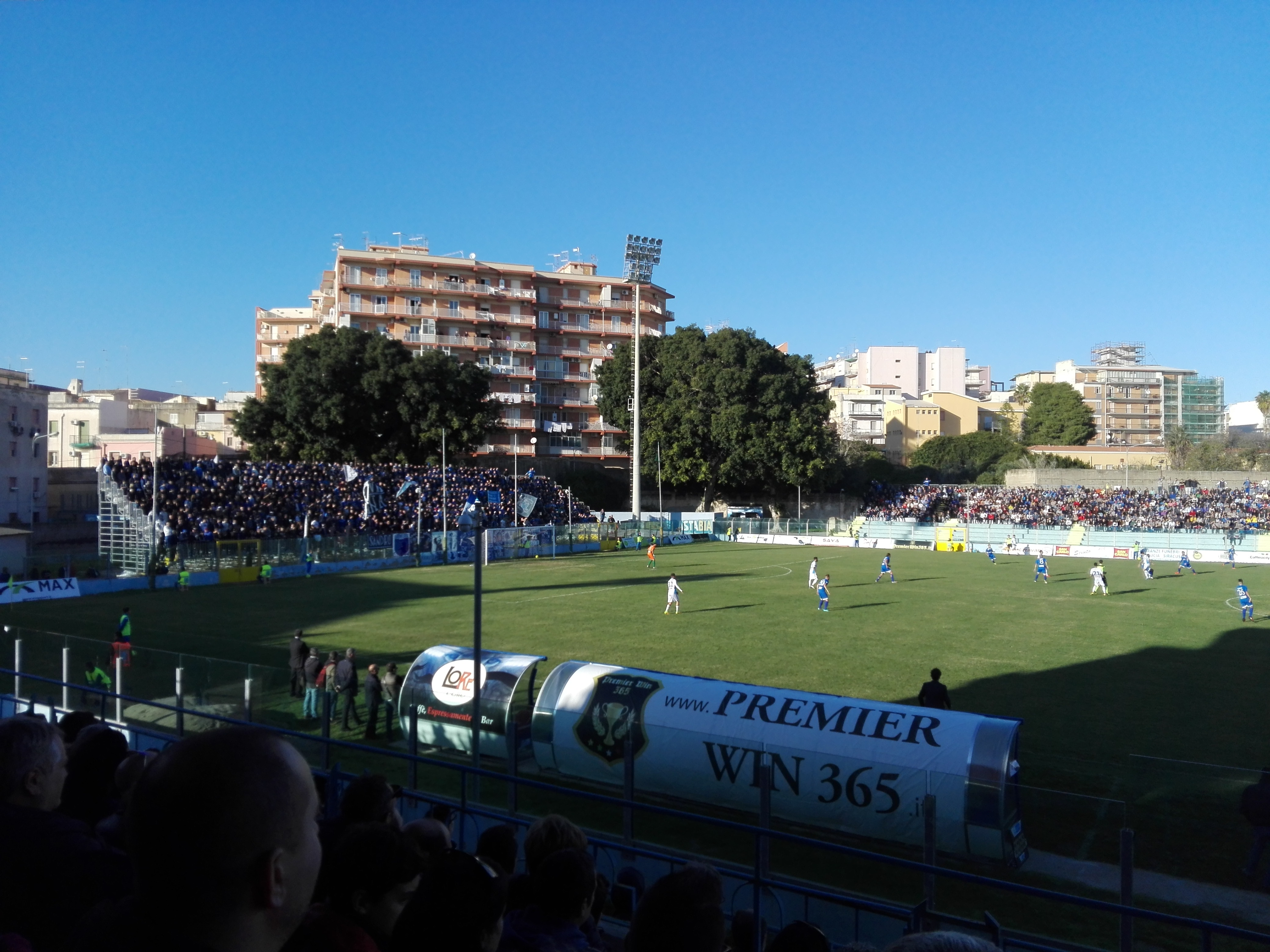
10 dicembre 2016, il Siracusa torna a vincere il derby in casa a distanza di 64 anni

L'anno successivo le due compagini si affrontano nella gara d'andata disputata il 14 ottobre 2017 per l'occasione in notturna al Nicola De Simone. In uno stadio tutto esaurito (gli spettatori saranno 5.157), il derby suscita ancora più fascino in quanto sia i rossoazzurri che gli azzurri veleggiano entrambi nei primissimi posti della classifica. Il match, molto tirato, se lo aggiudicano gli etnei grazie al gol al 63' di Andrea Mazzarani che finalizza una ripartenza del Catania nel miglior modo possibile. Gara, che da questo episodio diventa particolarmente maschia e cattiva. Dapprima succede un fatto spiacevole, che ancora una volta vede protagonista il pubblico aretuseo. Nello specifico, dopo il gol del Catania, dagli spalti vengono lanciati alcuni oggetti all'indirizzo del portiere etneo Pisseri, che una volta colpito, cade rovinosamente per terra, provocando un'interruzione della gara di circa dieci minuti. Successivamente il clima in campo si surriscalda, per un calcio di rigore assegnato agli etnei. L'episodio incriminato si verifica al minuto 80 quando l'arbitro, assegna un penalty al Catania. Sul dischetto Francesco Lodi colpisce in pieno il palo, e sulla respinta infila di testa il portiere avversario senza che nessun altro tocchi il pallone. Goal ovviamente da annullare, in termini di regolamento, ma l'arbitro clamorosamente convalida tra lo stupore generale.
Dopo un lungo conciliabolo con i suoi assistenti, e le proteste veementi della panchina azzurra, che porteranno un'interruzione di gara di circa tre minuti, l'arbitro torna sui suoi passi, decidendo finalmente di annullare il goal, che se convalidato avrebbe potuto comportare la ripetizione del match per grave errore tecnico. A racchiudere il clima surreale venutosi a creare allo stadio, con i calciatori ospiti a fine gara fatti bersaglio dal pubblico di casa, la squadra del Catania va a festeggiare sotto il settore ospiti, vuoto per l'occasione in quanto vietata la trasferta ai sostenitori di fede rossoazzurra, provocando ulteriori attimi di tensione in campo. Nel post gara, in sala stampa, il tecnico del Catania Cristiano Lucarelli ha considerato questo derby "una corrida" visto l'eccessivo agonismo e l'eccessiva ostilità dell'ambiente. 

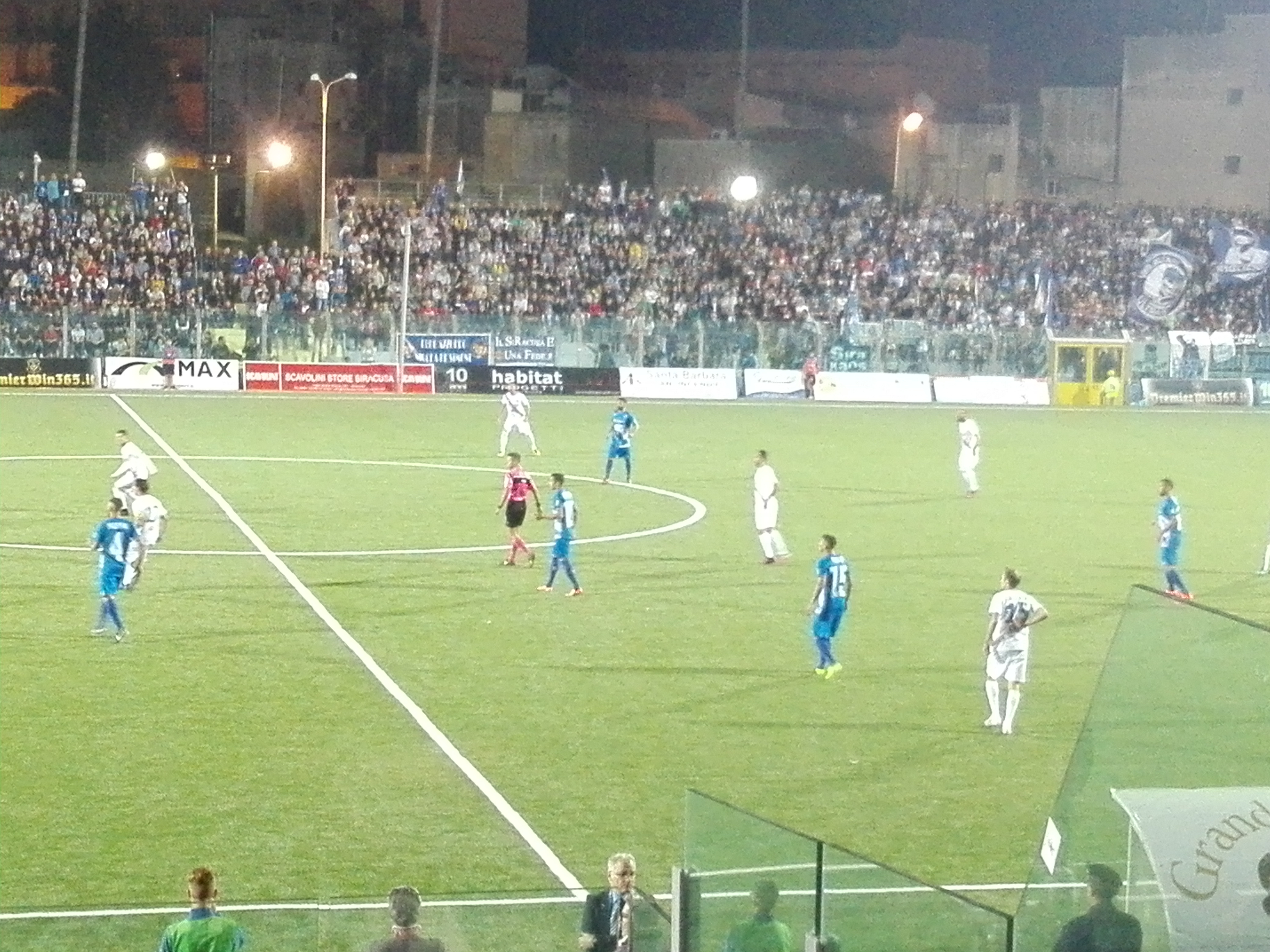
Un'azione da gioco nel derby in notturna del 14 ottobre 2017

La gara di ritorno, viene disputato a Catania il 3 marzo 2018, in uno stadio che per l'occasione, celebra i ventidue anni dalla scomparsa del Presidente Angelo Massimino avvenuta in un incidente stradale. Il Catania si presenta al derby carico di aspettative, vista la roboante sconfitta subita in quel di Monopoli per 5-0, che ne hanno pregiudicato il proprio cammino verso la vetta della classifica, mentre gli aretusei, che occupano stabilmente la quarta posizione, restano in piena corsa play-off. Il match viene vinto dagli etnei grazie ad un gol siglato da Davis Curiale al 70', che imbeccato da un assist perfetto di Francesco Lodi, realizza eludendo la difesa avversaria, fino a quel momento perfetta. Partita brutta, con le due squadre attente più a non prenderle che a produrre gioco. La vittoria degli etnei rilancia le ambizioni di classifica di mister Lucarelli, scacciando venti di crisi, mentre da parte siracusana, rimane la prestazione tenace del gruppo, con un pizzico di rammarico per non aver portato a casa nessun punto. Fatto spiace, l'aggressione subita dal presidente del Siracusa Gaetano Cutrufo subito dopo il gol dei rossoazzurri, con il patron azzurro fatto vittima d'insulti e lancio d'oggetti, che ne hanno condizionato l'uscita anzitempo dallo stadio etneo per ragioni di sicurezza.

#### 2018-2019
La stagione calcistica 2018-2019 di Serie C, si presenta ai nastri piena di incognite per i due club e non solo. Se da una parte i rossoazzurri, vedono dapprima accese le speranze di ripescaggio, salvo poi non concretizzarsi questa opportunità per un ridimensionamento dei club partecipanti alla Serie B, che passano da 24 a 19 per via dei fallimenti dell'Avellino, del Cesena e del Bari, che comporterà il blocco dei campionati, e la sospensione di tutte le gare delle squadre in graduatoria per il ripescaggio (che poi non ne usufruiranno), dall'altra parte, sponda azzurra, vi è il cambio dirigenziale, con Cutrufo che lascia a Giovanni Alì imprenditore etneo, con la squadra che subisce un radicale cambiamento, con gran parte dei giocatori provenienti dal Troina, club militante in Serie D, sempre di proprietà della famiglia Alì. Per via delle problematiche subite dal Catania, il derby di andata valevole per la seconda giornata, fu posticipato di quasi due mesi, e recuperato l'8 novembre in notturna.

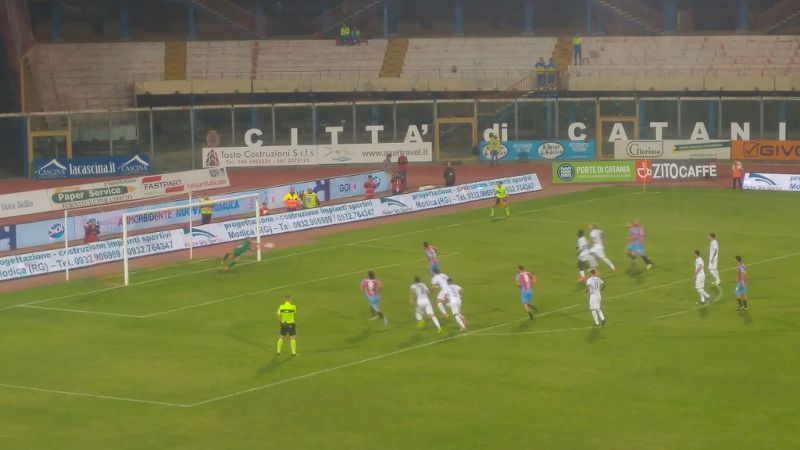
Il penalty sbagliato da Lodi nel derby del 8 novembre 2018 giocato a Catania

Catania che si presenta al derby da favorito e con in panchina l'ex tecnico azzurro Andrea Sottil, aretusei che dopo il cambio in panchina (via Pagana al suo posto Pazienza) cercano di ben figurare. Dopo un primo tempo disputato su buoni ritmi, ma con scarse occasioni da rete, nella ripresa, dopo appena quaranta secondi sono gli etnei a passare in vantaggio con Alessandro Marotta abile a sfruttare una ripartenza, approfittando di una disattenzione della retroguardia azzurra. Con i passare dei minuti, sale in cattedra il Siracusa, che con qualche accorgimento tattico, comincia a rendersi particolarmente pericoloso, così al 70' Emanuele Catania realizza per gli azzurri il gol del pareggio su un ottimo assist dell'argentino Vázquez, per lui gol senza esultanza in quanto catanese di nascita. Nei minuti successivi succede di tutto, come da prassi per ogni derby sentito. Dapprima il Catania sbaglia un calcio di rigore con Francesco Lodi, che si fa neutralizzare dall'estremo difensore del Siracusa Giuseppe Messina, successivamente azzurri molto pericolosi nelle ripartenze, creando non pochi patemi alla retroguardia del Catania, e quando nessuno più se lo aspettava arriva il gol dei padroni di casa all'88 minuto di gioco. Su un calcio d'angolo battuto da Lodi, Marco Biagianti lasciato incredibilmente tutto solo sul primo palo, non ha difficoltà a realizzare. Gravissimo errore per la difesa azzurra, che nonostante la supremazia territoriale si fa beffare dall'inesperienza di alcuni suoi giocatori. Catania che nonostante la prestazione sottotono, riesce a fare bottino pieno, continuando la scalata verso le prime posizione della classifica.

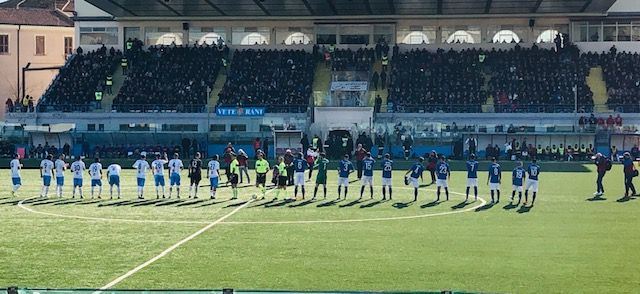
20 gennaio 2019, squadre appena scese in campo nel derby vinto dagli azzurri per 2-1

Il match di ritorno giocato in terra aretusea, vede innanzitutto le due formazioni con diversi stati d'animo, se da un lato gli azzurri annaspano in piena zona play-out, gli etnei sono in piena corsa promozione alle spalle della Juve Stabia. Partono subito fortissimi gli uomini allenati da mister Raciti, che dopo appena 30 secondi sbloccano il risultato grazie a un'azione personale di Emanuele Catania (terzo gol nel derby) conclusa con un bel diagonale alla sinistra di Pisseri che resta di sasso. Reazione veemente degli ospiti, che in più di una circostanza (se ne conteranno almeno 4) vanno vicinissimi al pareggio, ma uno strepitoso Crispino (all'esordio in maglia azzurra tra i pali) negherà la gioia ai rossoazzurri. Al danno si aggiungerà la beffa per il Catania, che nel massimo dei suoi sforzi per raggiungere il gol, allo scadere del primo tempo, subisce il raddoppio dei padroni di casa, grazie all'argentino Nicolas Rizzo, lesto ad inzuccare di testa un cross pennellato da Marco Palermo. Nella ripresa si aspetta una reazione degli etnei, ma a parte una leggera supremazia territoriale, e il tentativo ripetuto di scardinare la retroguardia azzurra, non si renderanno quasi mai pericolosi. All'85' ci pensa Francesco Lodi con una punizione magistrale, a riaprire l'incontro, ma è troppo tardi ed il risultato non cambierà più. Vittoria preziosissima per il Siracusa, che torna alla vittoria in campionato dopo alcuni mesi di astinenza, grazie a una prestazione caparbia che da nuova linfa alle speranze di salvezza, mentre in casa Catania si fa un mea culpa, per una sconfitta non preventivata, che complica il proprio cammino verso la promozione diretta, e soprattutto lascia tante incognite ad un ambiente stanco di dover calcare i campi della Serie C.

## Diffusione nella cultura di massa
Nel 1991 durante una puntata del programma televisivo Piacere Raiuno condotta da Toto Cutugno, trasmesso su Rai 1 eccezionalmente da Siracusa, Pippo Baudo, catanese di nascita, esalto’ la vittoria del Siracusa in trasferta al Cibali rivolgendosi al pubblico presente in sala “questi sono i siracusani che hanno vinto 4-1 a Catania”

## Risultati
Dati aggiornati al 25 gennaio 2019
Qui di seguito si riporta la lista completa in ordine cronologico dei 57 derby calcistici disputati in gare ufficiali dal 1930.
| Arbitro: | Sansoni (Venezia) |

|                 |           |            |
| Macchi 11’, 44’ | Marcatori | 88’ Verova |

| Arbitro: | Papa (Genova) |

|             |           |             |
| Pulzone 15’ | Marcatori | 12’ Ferrari |

| Arbitro: | Dattilo (Roma) |

|              |           |            |
| Pogliano 10’ | Marcatori | 60’ Devoto |

| Arbitro: | Biancone (Roma) |

|                           |           |  |
| Salussoglia 48’ Lumia 69’ | Marcatori |  |

| Arbitro: | Bennati (Torino) |

|               |           |                |
| Benedetti 78’ | Marcatori | 7’ Pignattelli |

| Catania 5 febbraio 1933 13ª giornata Prima Divisione 1932-1933 6º derby | Catania        | 0 – 0 | Siracusa | Campo dei cent'anni\| Arbitro: \| Mazza (Genova) \| |
| Arbitro:                                                                | Mazza (Genova) |       |          |                                                     |

| Arbitro: | Gianni (Pisa) |

|                                           |           |                           |
| Cavazza 16’, 41’ Finotto 60’ Cristina 82’ | Marcatori | 36’ Nicolosi 80’ Bianzino |

| Arbitro: | Zorzi (Udine) |

|                 |           |  |
| Pignattelli 51’ | Marcatori |  |

| Arbitro: | Scotti (Taranto) |

|          |           |                           |
| Calò 44’ | Marcatori | 27’ Sternieri 63’ Bellini |

| Arbitro: | Siino (Palermo) |

|                   |           |  |
| Antolini 21’, 39’ | Marcatori |  |

| Arbitro: | Nocentini (Prato) |

|                                     |           |  |
| Oliviero 2’ Peternel 3’ Di Bella 2’ | Marcatori |  |

| Arbitro: | Rizzo (Messina) |

|                       |           |            |
| Stivanello 69 (rig.)’ | Marcatori | 25’ Morgia |

| Arbitro: | Rizzo (Messina) |

|                                           |           |  |
| Mazzoli 56 (rig.)’, 81’, 86’ Peresson 70’ | Marcatori |  |

| Arbitro: | Fidomanzo (Messina) |

|                 |           |                                     |
| Koenig 14’, 38’ | Marcatori | 33 (aut.)’ Nelli 51 (rig.)’ Mazzoli |

| Arbitro: | Siino (Palermo) |

|                                       |           |               |
| Mazzoli 36 (rig.)’, 52’ Mirabello 87’ | Marcatori | 85’ Marcoccio |

| Arbitro: | Lisotti (Roma) |

|              |           |  |
| Peresson 85’ | Marcatori |  |

| Arbitro: | Visconti (Roma) |

|                                      |           |              |
| Marini 50’ Silvio Mazzoli 57 (aut.)’ | Marcatori | 51’ Cattaneo |

| Arbitro: | Pera (Firenze) |

|                            |           |           |
| Polo 3’, 53’ Micheloni 54’ | Marcatori | 50’ Fusco |

| Arbitro: | Pera (Firenze) |

|           |           |               |
| Fusco 30’ | Marcatori | 52’ Marchetto |

| Arbitro: | Maurelli (Roma) |

|                             |           |          |
| Brondi 49’, 51’ Gavazzi 75’ | Marcatori | 29’ Polo |

| Arbitro: | Gemini (Roma) |

|                           |           |  |
| Vaccari 21’ Micheloni 63’ | Marcatori |  |

| Arbitro: | Maurelli (Roma) |

|           |           |  |
| Klein 62’ | Marcatori |  |

| Arbitro: | Piemonte (Monfalcone) |

|                                     |           |           |
| Cavaleri 21’ Secchi 29’ Ganassi 34’ | Marcatori | 7’ Randon |

| Arbitro: | Arpaia (Roma) |

|            |           |  |
| Quoiani 6’ | Marcatori |  |

| Arbitro: | Gemini (Roma) |

|              |           |                         |
| Occhetta 28’ | Marcatori | 48’ Perni 80’ Micheloni |

| Siracusa 28 agosto 1974 1º turno fase a girone Coppa Italia Semiprofessionisti 1974-1975 26º derby | Siracusa        | 0 – 0 | Catania | Stadio Vittorio Emanuele III\| Arbitro: \| Vinci (Messina) \| |
| Arbitro:                                                                                           | Vinci (Messina) |       |         |                                                               |

| Arbitro: | Esposito (Torre Annunziata) |

|              |           |  |
| Simonini 88’ | Marcatori |  |

| Siracusa 6 ottobre 1974 4ª giornata Serie C 1974-1975 28º derby | Siracusa         | 0 – 0 | Catania | Stadio Vittorio Emanuele III\| Arbitro: \| Falasca (Chieti) \| |
| Arbitro:                                                        | Falasca (Chieti) |       |         |                                                                |

| Catania 23 febbraio 1975 23ª giornata Serie C 1974-1975 29º derby | Catania         | 0 – 0 | Siracusa | Stadio Cibali (12.858 spett.)\| Arbitro: \| Artico (Padova) \| |
| Arbitro:                                                          | Artico (Padova) |       |          |                                                                |

| Floridia 21 agosto 1977 1º turno fase a girone Coppa Italia Semiprofessionisti 1977-1978 30º derby | Siracusa       | 0 – 0 | Catania | Stadio Santuzzo (2.500 spett.)\| Arbitro: \| Zeoli (Napoli) \| |
| Arbitro:                                                                                           | Zeoli (Napoli) |       |         |                                                                |

| Arbitro: | Panzino Jr (Catanzaro) |

|                       |           |  |
| Bortot 9’ Malaman 41’ | Marcatori |  |

| Arbitro: | Ballerini (Aulla) |

|                   |           |  |
| Crippa 22 (aut.)’ | Marcatori |  |

| Arbitro: | Angelelli (Terni) |

|             |           |           |
| Marullo 84’ | Marcatori | 47’ Morra |

| Arbitro: | Cherri (Macerata) |

|  |           |          |
|  | Marcatori | 49’ Piga |

| Arbitro: | Tubertini (Bologna) |

|                     |           |             |
| Bortot 12’ Piga 39’ | Marcatori | 81’ Bitetto |

| Arbitro: | Scarcelli (Piacenza) |

|                 |           |                            |
| Marino 43’, 76’ | Marcatori | 28’ Garzieri 67’ Del Rosso |

| Arbitro: | Arena (Ercolano) |

|                                    |           |  |
| D'Ottavio 36 (rig.)’ Maddaloni 64’ | Marcatori |  |

| Arbitro: | Morello (Ragusa) |

|                                              |           |             |
| D'Ottavio 48’ Arrabito 74 (aut.)’ Di Dio 87’ | Marcatori | 7’ Arrabito |

| Arbitro: | Brignoccoli (Ancona) |

|                               |           |                                 |
| Maragliulo 55’ Pannitteri 62’ | Marcatori | 12’, 69’ Cipriani 51’ D'Ottavio |

| Arbitro: | Tombolini (Ancona) |

|                          |           |  |
| Cipriani 10’ Scienza 70’ | Marcatori |  |

| Arbitro: | Saia (Palermo) |

|                   |           |            |
| Cipriani 53’, 59’ | Marcatori | 74’ Strada |

| Arbitro: | Brasca (Busto Arsizio) |

|                     |           |                         |
| Bizzarri 51 (rig.)’ | Marcatori | 13’ Pelosi 42’ Esposito |

| Arbitro: | Brignoccoli (Ancona) |

|                |           |                                                    |
| Del Vecchio 6’ | Marcatori | 12’, 31’ Mazzucato 38 (rig.)’ Bizzarri 79’ Milazzo |

| Arbitro: | Freddi (Sassari) |

|                |           |              |
| Dal Balcon 20’ | Marcatori | 30’ Cipriani |

| Arbitro: | Pisacreta (Salerno) |

|                           |           |                         |
| Cipriani 4’ Colasante 67’ | Marcatori | 20’ Pazzini 47’ Balleri |

| Arbitro: | Genovese (Avellino) |

|  |           |            |
|  | Marcatori | 84’ Romano |

| Siracusa 2 settembre 1992 1º turno fase a girone Coppa Italia Serie C 1992-1993 47º derby | Siracusa           | 0 – 0 | Catania | Stadio Nicola De Simone\| Arbitro: \| De Santis (Tivoli) \| |
| Arbitro:                                                                                  | De Santis (Tivoli) |       |         |                                                             |

| Arbitro: | De Prisco (Nocera Inferiore) |

|                                   |           |                         |
| Russo 22’ Pelosi 32’ La Torre 87’ | Marcatori | 77’ Zanetti 89’ Di Baia |

| Siracusa 29 novembre 1992 13ª giornata Serie C1 1992-1993 49º derby | Siracusa         | 0 – 0 | Catania | Stadio Nicola De Simone\| Arbitro: \| Pontani (Verona) \| |
| Arbitro:                                                            | Pontani (Verona) |       |         |                                                           |

| Catania 2 maggio 1993 30ª giornata Serie C1 1992-1993 50º derby | Catania        | 0 – 0 | Siracusa | Stadio Cibali (2.000 spett.)\| Arbitro: \| Ferro (Verona) \| |
| Arbitro:                                                        | Ferro (Verona) |       |          |                                                              |

| Arbitro: | Pillitteri (Palermo) |

|                    |           |              |
| Catania 67 (rig.)’ | Marcatori | 32’ Paolucci |

| Arbitro: | Zanonato (Vicenza) |

|              |           |  |
| Scardina 64’ | Marcatori |  |

| Arbitro: | Balice (Termoli) |

|                                         |           |              |
| Mazzarani 13’ Di Grazia 46’ Dráusio 51’ | Marcatori | 79’ Scardina |

| Arbitro: | D'Apice (Arezzo) |

|  |           |               |
|  | Marcatori | 63’ Mazzarani |

| Arbitro: | Schirru (Nichelino) |

|             |           |  |
| Curiale 70’ | Marcatori |  |

| Arbitro: | Meraviglia (Pistoia) |

|                           |           |             |
| Marotta 46’ Biagianti 88’ | Marcatori | 70’ Catania |

| Arbitro: | Ayroldi (Molfetta) |

|                      |           |          |
| Catania 1’ Rizzo 45’ | Marcatori | 86’ Lodi |

| Catania 05 ottobre 2025, ore 15:00 8ª giornata Serie C 2025-2026 58º derby | Catania | – | Siracusa | Stadio Angelo Massimino |

| Siracusa 15 febbraio 2026, ore 14:00 27ª giornata Serie C 2025-2026 59º derby | Siracusa | – | Catania | Stadio Nicola De Simone |

## Amichevoli
Dati aggiornati al 18 novembre 2020
Qui di seguito si riporta la lista delle amichevoli disputate in gare non ufficiali.
| Arbitro: | Romano (Lentini) |

|                                |           |                             |
| Molinaro 6(rig.)’, Merotto 90’ | Marcatori | 63’ D'Amato, 88’ Cannarozzo |

| Arbitro: | Creati (Giarre) |

|  |           |                          |
|  | Marcatori | 7’ Ciceri, 73’ Angelozzi |

| Arbitro: | Abisso (Palermo) |

|                    |           |               |
| Mancosu 88 (rig.)’ | Marcatori | 69’ Lanzafame |

| Arbitro: | non comunicato |

|  |           |            |
|  | Marcatori | 65’ Figura |

## Statistiche di squadra

### Giocati a Catania
|                     | Gare | Vittorie Catania | Pareggi | Vittorie Siracusa | Gol Catania | Gol Siracusa |
| Serie B             | 4    | 3                | 1       | 0                 | 6           | 2            |
| Serie C/C1/Lega Pro | 18   | 10               | 7       | 1                 | 24          | 15           |
| Coppa Italia        | 1    | 0                | 0       | 1                 | 0           | 2            |
| Coppa Italia C      | 6    | 6                | 0       | 0                 | 13          | 4            |
| Totale              | 29   | 19               | 8       | 2                 | 43          | 23           |

### Giocati a Siracusa
|                     | Gare | Vittorie Catania | Pareggi | Vittorie Siracusa | Gol Catania | Gol Siracusa |
| Serie B             | 4    | 1                | 0       | 3                 | 4           | 9            |
| Serie C/C1/Lega Pro | 18   | 6                | 4       | 8                 | 17          | 25           |
| Coppa Italia        | 0    | 0                | 0       | 0                 | 0           | 0            |
| Coppa Italia C      | 6    | 0                | 5       | 1                 | 3           | 5            |
| Totale              | 28   | 7                | 9       | 12                | 24          | 39           |

### Totale
|                     | Gare | Vittorie Catania | Pareggi | Vittorie Siracusa | Gol Catania | Gol Siracusa |
| Serie B             | 8    | 4                | 1       | 3                 | 10          | 11           |
| Serie C/C1/Lega Pro | 36   | 16               | 11      | 9                 | 41          | 40           |
| Coppa Italia        | 1    | 0                | 0       | 1                 | 0           | 2            |
| Coppa Italia C      | 12   | 6                | 5       | 1                 | 16          | 9            |
| Totale              | 57   | 26               | 17      | 14                | 67          | 62           |

## Statistiche individuali

### Cannonieri
| Posizione | Giocatore           | Squadra          | Campionato | Coppa Italia | Totale |
| --------- | ------------------- | ---------------- | ---------- | ------------ | ------ |
| 1         | Loriano Cipriani    | Catania          | 4          | 3            | 7      |
| 2         | Silvio Mazzoli      | Siracusa         | 6          |              | 6      |
| 3         | Emanuele Catania    | Siracusa         | 2          | 1            | 3      |
| 3         | Nicola D'Ottavio    | Catania          | 1          | 2            | 3      |
| 3         | Giuseppe Polo       | Siracusa         | 3          |              | 3      |
| 3         | Bruno Micheloni     | Siracusa Catania | 3          |              | 3      |
| 6         | Claudio Pelosi      | Catania          | 1          | 1            | 2      |
| 6         | Girolamo Bizzarri   | Siracusa         | 2          |              | 2      |
| 6         | Marco Piga          | Catania          | 1          | 1            | 2      |
| 6         | Valerio Mazzucato   | Siracusa         | 2          |              | 2      |
| 6         | Engelbert Koenig    | Catania          | 2          |              | 2      |
| 6         | Pasquale Marino     | Siracusa         |            | 2            | 2      |
| 6         | Dandolo Brondi      | Catania          | 2          |              | 2      |
| 6         | Andrea Mazzarani    | Catania          | 2          |              | 2      |
| 6         | Filippo Scardina    | Siracusa         | 2          |              | 2      |
| 6         | Nicola Fusco        | Catania          | 2          |              | 2      |
| 6         | Renato Antolini     | Catania          | 2          |              | 2      |
| 6         | Sergio Peresson     | Siracusa         | 2          |              | 2      |
| 6         | Alberto Pignattelli | Catania          | 2          |              | 2      |
| 6         | Corrado Cavazza     | Catania          | 2          |              | 2      |
| 6         | Alberto Macchi      | Siracusa         | 2          |              | 2      |

### Presenze
| Posizione | Giocatore          | Squadra  | Campionato | Coppa Italia | Totale |
| --------- | ------------------ | -------- | ---------- | ------------ | ------ |
| 1         | Egizio Rubino      | Siracusa | 12         |              | 12     |
| 1         | Primo Maragliulo   | Siracusa | 9          | 3            | 12     |
| 3         | Loriano Cipriani   | Catania  | 7          | 4            | 11     |
| 3         | Sergio Salice      | Siracusa | 9          | 2            | 11     |
| 5         | Amedeo Crippa      | Siracusa | 6          | 3            | 9      |
| 6         | Claudio Pelosi     | Catania  | 5          | 3            | 8      |
| 6         | Giuseppe Marchetto | Siracusa | 8          |              | 8      |
| 6         | Oronzo Pugliese    | Siracusa | 8          |              | 8      |
| 6         | Pietro Cancellieri | Siracusa | 8          |              | 8      |
| 6         | Nicola Fusco       | Catania  | 8          |              | 8      |
| 6         | Giuseppe Grandi    | Siracusa | 8          |              | 8      |
| 7         | Matteo Pisseri     | Catania  | 6          | 1            | 7      |
| 7         | Marco Palermo      | Siracusa | 6          | 1            | 7      |
| 7         | Emanuele Catania   | Siracusa | 6          | 1            | 7      |
| 8         | Marco Biagianti    | Catania  | 5          | 1            | 6      |

### Gli ex suddivisi per annate
| Giocatore/Allenatore | Catania | Siracusa | Totale |
| -------------------- | ------- | -------- | ------ |
| Egizio Rubino        | 5       | 17       | 22     |
| Domenico Labrocca    | 7       | 2        | 9      |
| Salvador Calvanese   | 8       | 1        | 9      |
| Antonino Di Dio      | 3       | 5        | 8      |
| Giuseppe Mascara     | 6       | 2        | 8      |
| Alvaro Biagini       | 7       | 1        | 8      |
| Pasquale Marino      | 3       | 5        | 8      |
| Guido Mazzetti       | 2       | 6        | 8      |
| Andrea Sottil        | 4       | 3        | 7      |
| Davide Baiocco       | 4       | 3        | 7      |
| Marco Palermo        | 1       | 6        | 7      |
| Francesco Pannitteri | 1       | 5        | 6      |
| Secondo Finotto      | 2       | 4        | 6      |
| Sebastiano Alicata   | 1       | 5        | 6      |
| Vincenzo Del Vecchio | 4       | 1        | 5      |
| Gennaro Rambone      | 4       | 1        | 5      |
| Carlo Facchin        | 2       | 3        | 5      |
| Sebastiano Buzzin    | 4       | 1        | 5      |
| Agatino Parisi       | 3       | 2        | 5      |
| Emanuele Catania     | 1       | 4        | 5      |
| Nereo Marini         | 3       | 1        | 4      |
| Bruno Micheloni      | 1       | 3        | 4      |
| Giuseppe Del Giudice | 2       | 2        | 4      |
| Marco Piga           | 2       | 2        | 4      |
| Giorgio Lucenti      | 2       | 2        | 4      |
| Fortunato Torrisi    | 1       | 3        | 4      |
| Piero Gemme          | 1       | 3        | 4      |
| Bruno Ziz            | 1       | 3        | 4      |

## Record
- Vittoria del Catania con massimo scarto:

Catania-Siracusa 3-0 (Coppa Italia 1940-1941) (a tavolino 0-2)
- Pareggio con più gol:

Catania-Siracusa 2-2 (Serie C 1941-1942)

Siracusa-Catania 2-2 (Coppa Italia Serie C 1988-1989)

Catania-Siracusa 2-2 (Serie C1 1991-1992)
- Vittoria del Siracusa con massimo scarto:

Siracusa-Catania 4-0 (Serie C 1940-1941)

### A Catania
- Ultima vittoria Catania:

In campionato:

Catania-Siracusa 2-1 (08 novembre 2018)

In Coppa Italia:

Catania-Siracusa 3-2 (9 novembre 1992)
- Ultimo pareggio:

In campionato:

Catania-Siracusa 0-0 (2 maggio 1993)

In Coppa Italia:

Catania-Siracusa -
- Ultima vittoria Siracusa:

In campionato:

Catania-Siracusa 1-4 (17 marzo 1991)

In Coppa Italia:

### A Siracusa
- Ultima vittoria Siracusa:

In campionato:

Siracusa-Catania 2-1 (20 gennaio 2019)

In Coppa Italia:

Siracusa-Catania 1-1 (21 agosto 1991) (a tavolino 2-0)
- Ultimo pareggio:

In campionato:

Siracusa-Catania 0-0 (29 novembre 1992)

In Coppa Italia:

Siracusa-Catania 1-1 (13 agosto 2016)
- Ultima vittoria Catania:

In campionato:

Siracusa-Catania 0-1 (14 ottobre 2017)

In Coppa Italia:

## Sezione femminile

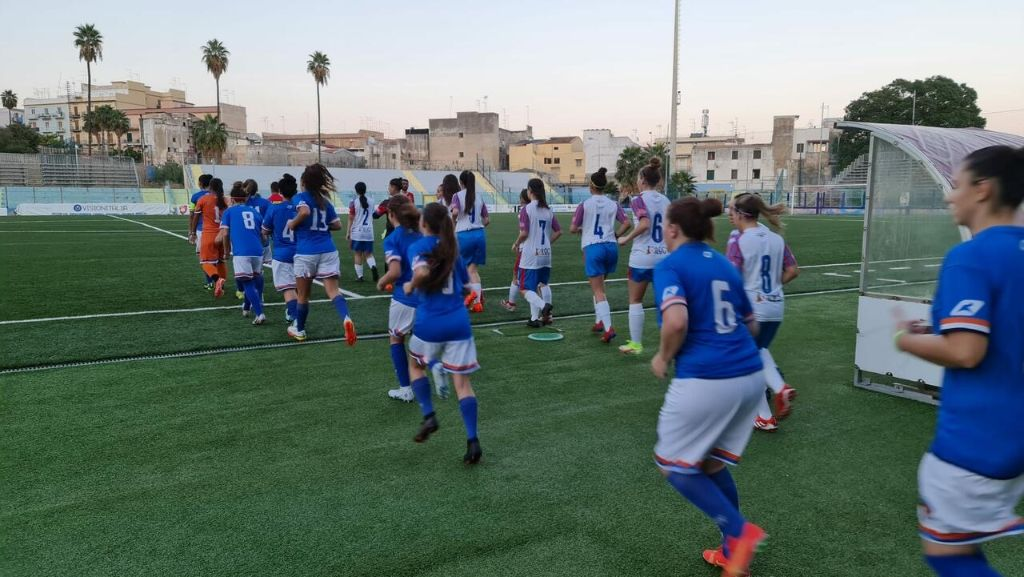
29 ottobre 2022: Il primo derby in ambito femminile

Durante la stagione 2022-2023, il Santa Lucia Women, formazione aretusea militante al campionato di Eccellenza, instaura un rapporto di collaborazione con il Siracusa Calcio, indossando le maglie da gioco ufficiali del Siracusa a sancire l’accordo fra le parti. 
Il 29 ottobre 2022 pertanto viene disputato così un derby fra le due città terminato poi 0-1 per le etnee.
Nel 2023 viene costituito ufficialmente il Siracusa Calcio 1924 femminile, che al termine della stagione ottenuta la promozione in Serie C, raggiungendo il Catania ed il Palermo in terza serie.

## Risultati
Dati aggiornati al 08 agosto 2024
Qui di seguito si riporta la lista completa in ordine cronologico dei 2 derby calcistici disputati in gare ufficiali dal 2024.
| Arbitro: | Michele Onorato (Nola) |

|                                              |           |  |
| Musumeci 9’, Vitale 47’, 87’, Di Stefano 80’ | Marcatori |  |

| Arbitro: | Lorenzo Notaro (Lamezia Terme) |

|  |           |                             |
|  | Marcatori | Ndiongue 14’, Cammarata 83’ |

## Stadi

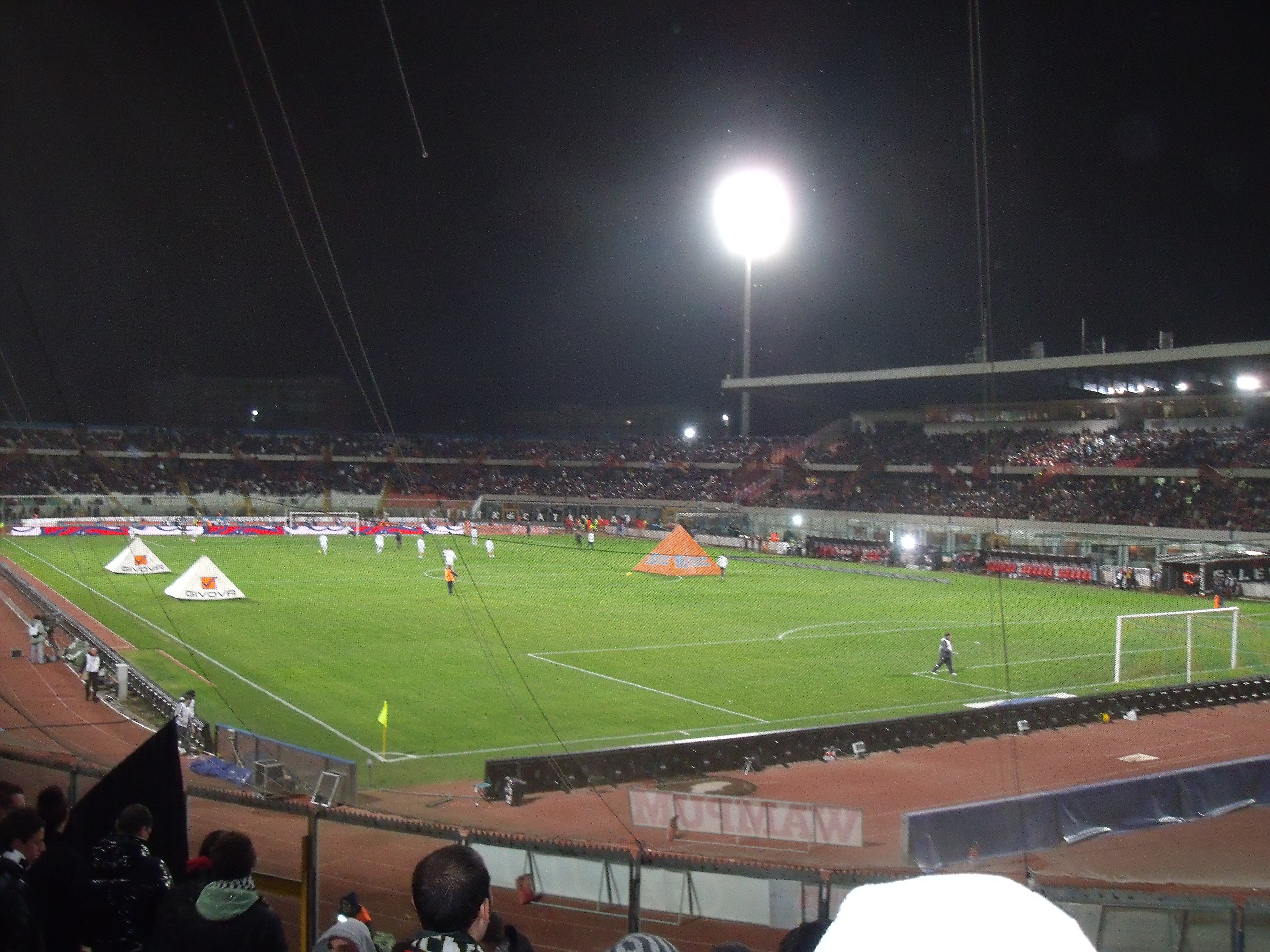
Lo Stadio Cibali, dal 2002 intitolato ad Angelo Massimino, ha ospitato la maggior parte dei derby tra Catania e Siracusa.

L'impianto che ha ospitato il maggior numero di derby ufficiali tra Catania e Siracusa è lo Stadio Angelo Massimino di Catania, inaugurato nel 1937. Altri campi da gioco teatro del derby sono stati lo Stadio Nicola De Simone, il Campo dei cent'anni ed il Campo Coloniale. Il 21 agosto 1977 venne disputata in campo neutro allo Stadio Santuzzo di Floridia, la gara valevole per il 1º turno di Coppa Italia Semiprofessionisti, per l'indisponibilità dello stadio del Siracusa.
Di seguito viene riportato un prospetto con il numero di partite disputate in ogni campo da gioco.
| Stadio                  | Partite giocate |
| ----------------------- | --------------- |
| Stadio Angelo Massimino | 25              |
| Stadio Nicola De Simone | 23              |
| Campo dei cent'anni     | 4               |
| Campo Coloniale         | 4               |
| Stadio Santuzzo         | 1               |
| Totale                  | 57              |